# 赤羽八幡神社
赤羽八幡神社（あかばねはちまんじんじゃ）は、東京都北区赤羽台にある神社。八幡宮の一社。旧：赤羽村鎮守かつ岩淵郷五ヶ村（旧：岩淵町、現在の赤羽地区）の総鎮守とされる。社務所の下に東北・上越・北陸新幹線・埼京線のトンネルが作られている。登記上の宗教法人名称は八幡神社（はちまんじんじゃ）。

## 祭神
- 応神天皇
- 仲哀天皇
- 神功皇后

## 境内社
- 古峰神社
- 赤羽招魂社 - 旧陸軍工兵第一大隊の営内神社に地域の英霊を合祀
- 北野神社
- 疱瘡神社
- 大国主神社
- 稲荷神社
- 住吉神社
- 大山神社
- 阿夫利神社
- 御嶽神社
- 天祖神社
- 春日神社

## 兼務社
赤羽八幡神社宮司の兼務社は以下の通り。これらの神社はすべて江戸時代には別当寺持ちで神職はおらず、明治の神仏分離で元から神職のいた赤羽村の八幡神社の兼務社となった。
- 八雲神社：創建年代不明、岩淵本宿町鎮守（旧：村社）、北区岩淵町22-21
- 諏訪神社：応永3年（1396年）創建、袋村鎮守（旧：村社）、北区赤羽北3-1-2
- 熊野神社：正和元年（1312年）創建、下村鎮守（旧：村社）、北区志茂4-19-1
- 香取神社：創建年代不明、稲付村鎮守（旧：村社）、北区赤羽西2-22-7

## 由緒
延暦3年（784年）に坂上田村麻呂が当地に陣を張り、3柱を勧請したことにより創建された。その後源頼光、源頼政、太田道灌と太田一族により再興された。明治初期まで赤羽総鎮守の扱いを受けていたため明治4年（1871年）の氏子調では郷社とされたが、明治5年（1872年）の近代社格制度においては村社（赤羽村鎮守）に格下げされた。
昭和46年（1971年）に東北・上越新幹線の建設が決まると当社の神域を通ることは避けられず、神社氏子ともに反対するものの、最終的には国の決定を受け入れざるを得なかった。ただし社務所の下を通ることとなり、本殿の下を通ることは避けられた。近年は関ジャニ∞のファンがよく訪れる神社としても知られる。

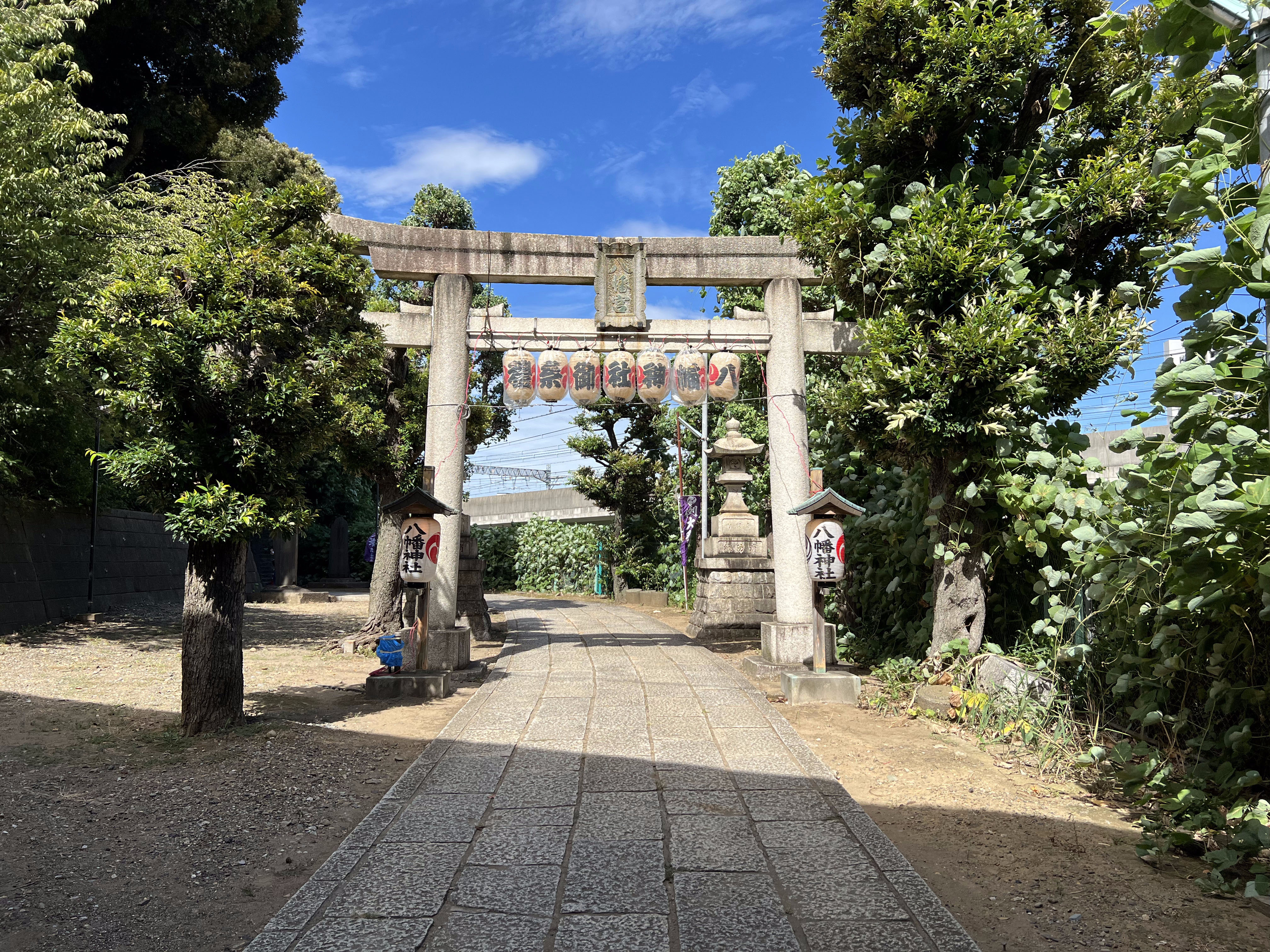
鳥居
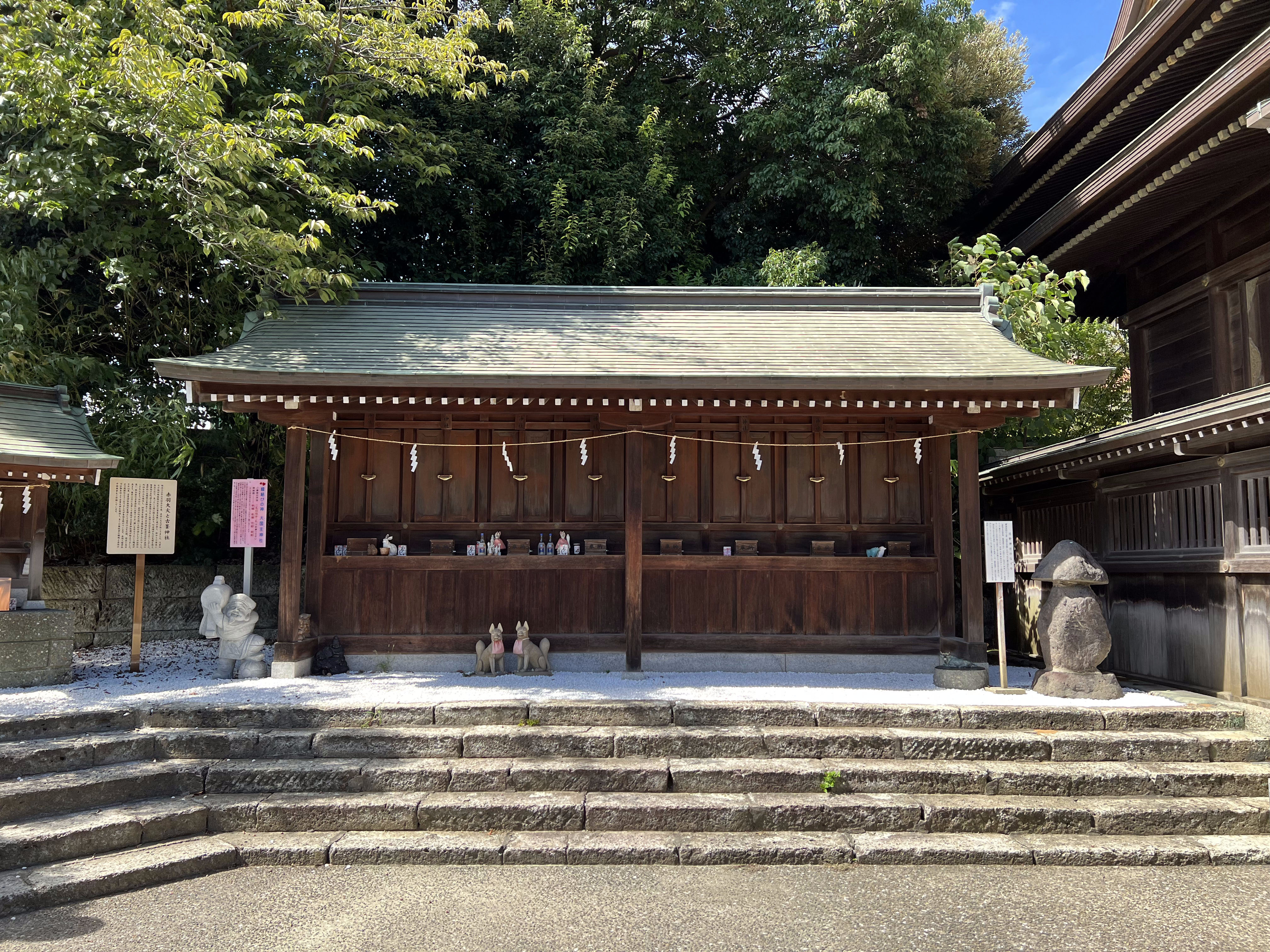
大国主神社
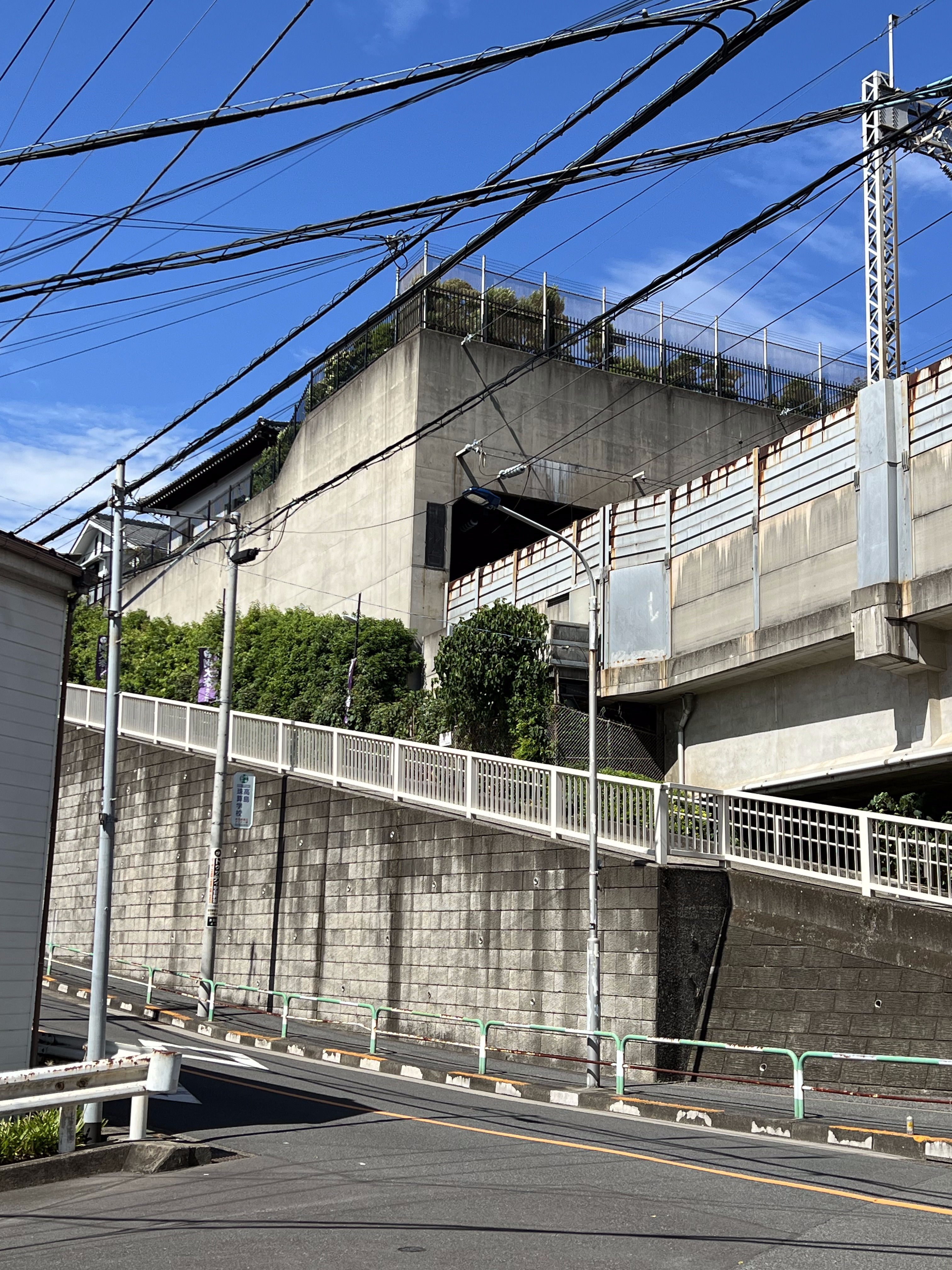
社務所の下を通る赤羽台トンネル

## 交通
- 東京メトロ南北線・埼玉高速鉄道線赤羽岩淵駅より徒歩7分
- JR東日本赤羽駅より徒歩8分
- 国際興業バス赤羽台坂下停留所より徒歩1分

## 不祥事
2024年、2億5千万円の所得隠しが発覚した。
東京国税局の税務調査による。